# Passiflora miniata
Passiflora miniata je južnoamderička biljna vrsta iz porodice Passifloraceae. Autohton a je u Boliviji.
Većina biljaka koje se uzgaja kao Passiflora coccinea su zapravo Passiflora miniata Vanderpl. Dugo vremena ju se nazivalo tim imenom, a onda se otkrilo da se zapravo radi o drugoj vrsti. Sistematizirao ju je John Vanderplank 2006. godine.

## Opis
P. miniata je vitičasta loza s ovalnim ili blago srcolikim, nazubljenim listovima i zapanjujućim, velikim, grimiznim cvjetovima, nakon kojih slijede jestivi plodovi. Passiflora miniata porijeklom je iz prašuma u zapadnoj regiji Amazone i proteže se do Anda do 2300 m nadmorske visine. Izuzetan je ukras za tropsku i umjerenu toplu klimu bez mraza, ali može lako ugušiti drugu vegetaciju. Invazivna je samo u tropskim klimatskim područjima.